# 傳藝文昌祠
傳藝文昌祠，位於宜蘭縣五結鄉冬山河畔國立傳統藝術中心宜蘭傳藝園區內，為臺灣戰後時期首座由中華民國政府興建主祀文昌帝君的官立廟宇。

## 概要

### 藝術價值

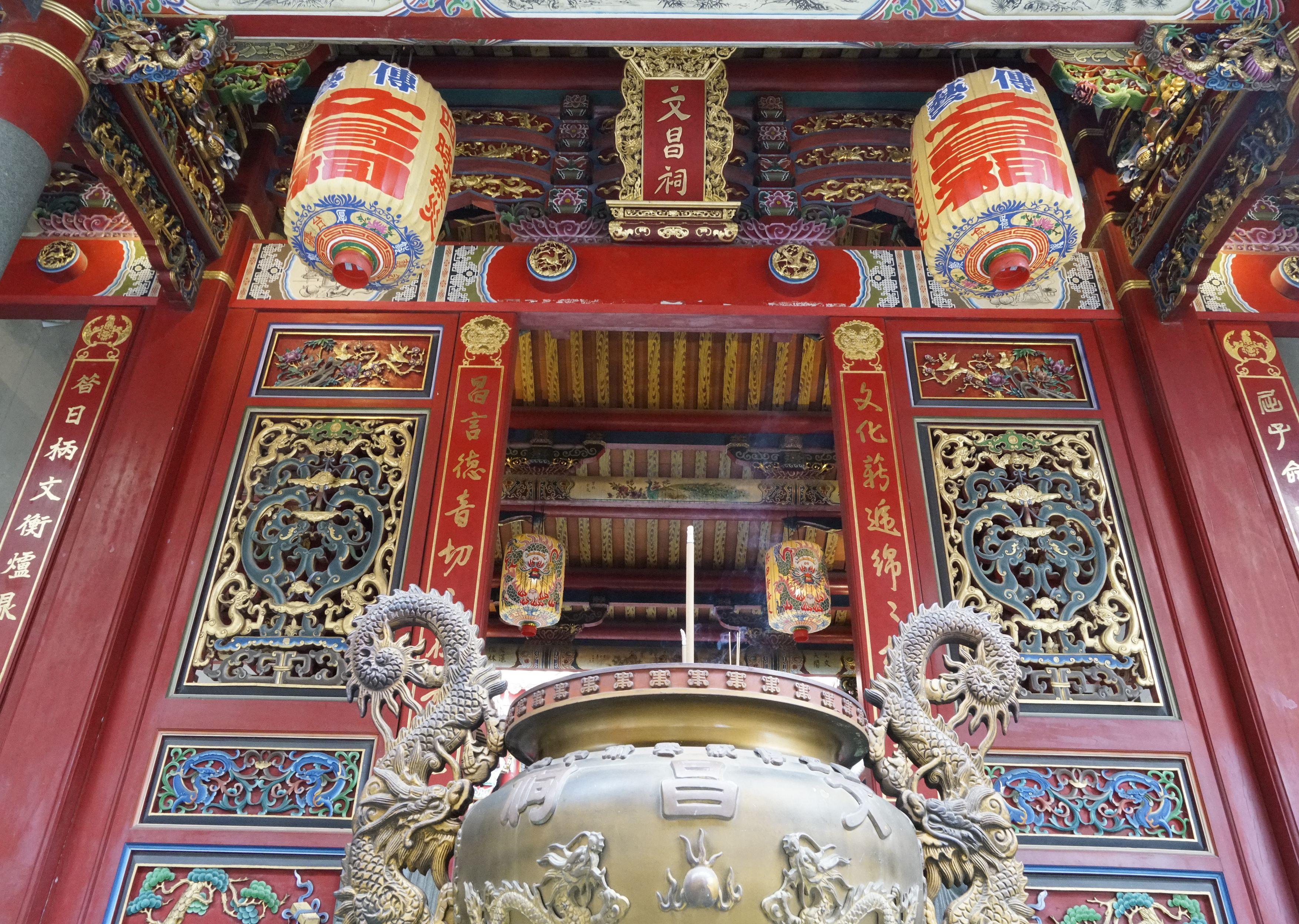
三川殿牌匾

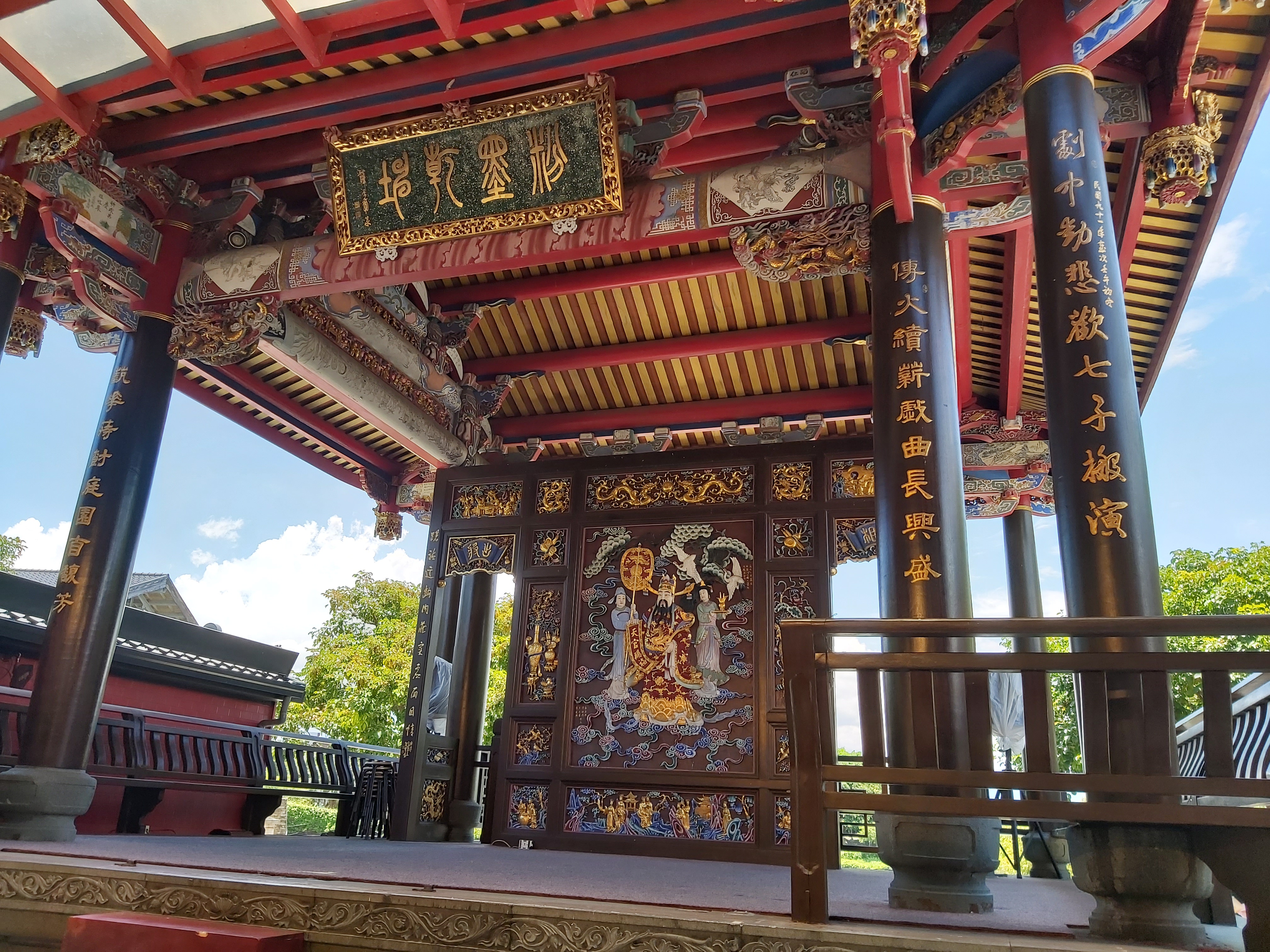
戲台

廟體分為三川殿及正殿二進，殿前石柱、石鼓及地面皆以青斗石為材料，兩側水車堵飾有交趾陶藝術。建物坐東北朝西南，屋頂樣式為起翹形燕尾脊，脊上飾有泥塑、剪黏以及交趾陶作品。廟內諸「戲曲祖師」與「工藝祖師」神像及花瓶五賽分別由「國家重要傳統藝術技藝保存者」施至輝雕刻、陳萬能製作，前殿、正殿及天公爐上方燈籠皆為匠師吳敦厚作品，廟名牌匾由前文建會主委陳奇祿題字、藝師李秉圭遵木雕古法製作，樑枋及門神彩繪由臺南市彩繪家潘岳雄執筆，以「四顧眼」筆法為其出色之作。

### 奉祀神祇

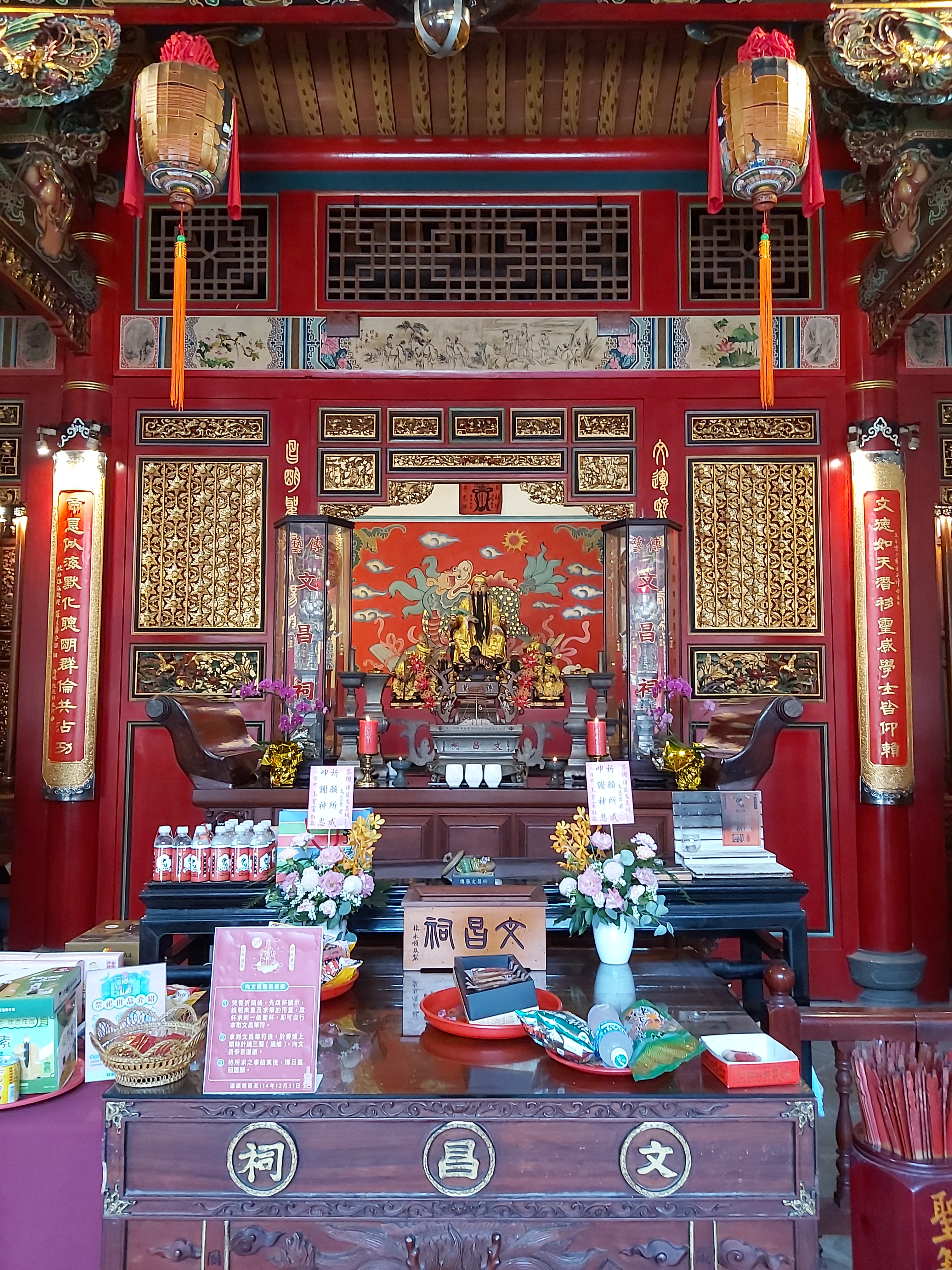
正殿神龕

文昌祠正殿主祀「五聖文昌」，即文昌帝君、關聖帝君、孚佑帝君、魁斗星君與朱衣神君，左側配祀「戲曲祖師」西秦王爺、田都元帥、孟府郎君等神祇，右側配祀「工藝祖師」魯班先師、爐公先師、荷葉先師。

### 相關逸事
傳藝文昌祠因位於國立傳統藝術中心內而在坊間有了「拜國立、考上國立」的傳說，被認為對於庇佑考取「國立大學」、「國家考試」等方面特別靈驗；甚有傳聞對街頭藝人也照顧有加，神靈會「溜出門看表演」。

## 戲台
文昌祠前有一懸有「粉墨乾坤」匾額的戲台，以八根紅色柱子支撐，戲台正中後側為繪有天官賜福圖案的太師屏，舞台上方妝點眾多忠孝節義與民間歷史典故相關的雕刻藝術。

## 外部連結
- 宜蘭傳藝園區-文昌祠